# Kulturpreis Baden-Württemberg
Der Kulturpreis Baden-Württemberg wurde von der im Jahr 2002 gegründeten Stiftung Kulturpreis Baden-Württemberg der Volksbanken Raiffeisenbanken und der Baden-Württemberg Stiftung alle zwei Jahre im thematischen Wechsel vergeben. Die Stiftung Kulturpreis Baden-Württemberg wurde aufgelöst und der Preis letztmals im Jahr 2020 verliehen. Er war mit insgesamt 25.000 Euro dotiert und teilte sich in einen Hauptpreis (20.000 Euro) und einen Nachwuchs-Förderpreis (5.000 Euro). Ausgezeichnet wurden herausragende Leistungen in den Bereichen Bildende Kunst, Darstellende Kunst, Film/Neue Medien, Literatur und Musik. Die Preisträger mussten einen erkennbaren Bezug zum Land Baden-Württemberg aufweisen. Über die Vergabe entschied der Stiftungsrat auf Basis des Vorschlags einer Fachjury.

## Preisträger

### 2003
Thema Bildende Kunst
- Hauptpreis: Wolfgang Laib
- Förderpreis: Kunststiftung Baden-Württemberg

### 2005
Thema Darstellende Kunst
- Hauptpreis: Aktionstheater Panoptikum sowie der Balthasar-Neumann-Chor und -Ensemble unter Leitung von Thomas Hengelbrock
- Förderpreis: Marco Goecke (Choreograph)

### 2007
Thema Literatur
- Hauptpreis: José F. A. Oliver (Lyriker)
- Förderpreis: Edgar Harwardt

### 2009
Thema Musik 
- Hauptpreis: Clytus Gottwald
- Förderpreis: Christophorus Kantorei (Schulchor des Christophorus-Gymnasiums Altensteig) sowie der Kinder- und Jugendchor Ulmer Spatzen

### 2011
Thema Neuen Medien
- Hauptpreis: Walter Giers (Licht-, Klang- und Medienkünstler)
- Förderpreis: Pipo Tafel

### 2013
Thema Bildende Kunst 
- Hauptpreis: Günther Wirth (Kunstschriftsteller, Kritiker und Kurator) und Harald Klingelhöller (Bildhauer)
- Förderpreis: Pia Maria Martin

### 2015
Thema Darstellende Kunst
- Hauptpreis: Jossi Wieler (Intendant der Stuttgarter Oper)
- Förderpreis: zeitraumexit e.V. (Träger des Künstlerhauses zeitraumexit)

### 2017
Thema Literatur
- Hauptpreis: Annette Pehnt
- Förderpreis: Allmende – Zeitschrift für Literatur

### 2020
Thema Musik
- Hauptpreis: Anne-Sophie Mutter
- Förderpreis: Podium Esslingen